# Sternbergia lutea
Lo zafferanastro giallo (Sternbergia lutea (L.) Ker-Gawl., 1830) è una pianta erbacea perenne, geofita bulbosa, appartenente alla famiglia delle Amaryllidaceae.

## Descrizione

### Portamento
La pianta può raggiungere un'altezza compresa tra i 12 ed i 22 centimetri. Il fusto è eretto e di forma trigona.

### Foglie
Le foglie sono basali e lunghe tra i 12 ed i 18 centimetri, larghe 7-11 millimetri, lineari e con una scanalatura centrale. Le foglioline inferiori sono invece più piccole e membranacee.

### Fiori
La pianta sviluppa un solo fiore, in alcuni casi due, ermafrodito con 6 tepali di colore giallo, lunghi circa 4 centimetri e larghi 1 centimetro. Gli stami sono 6 con le antere di colore arancione. Lo stilo è lungo 3 o 4 centimetri e l'ovario e tricarpellare. La fioritura avviene nel periodo compreso tra settembre e ottobre. Produce un frutto obovoide delle dimensioni di 10 o 15 millimetri entro il quale si trovano i semi che sono piccoli e di diametro compreso tra 3 e 4 millimetri.

### Radici
L'apparato radicale è collegato ad un bulbo oblungo delle dimensioni di 2-3 centimetri di larghezza e 3-5 centimetri di lunghezza, ricoperto da tuniche di colore marrone o nerastro.

## Distribuzione e habitat

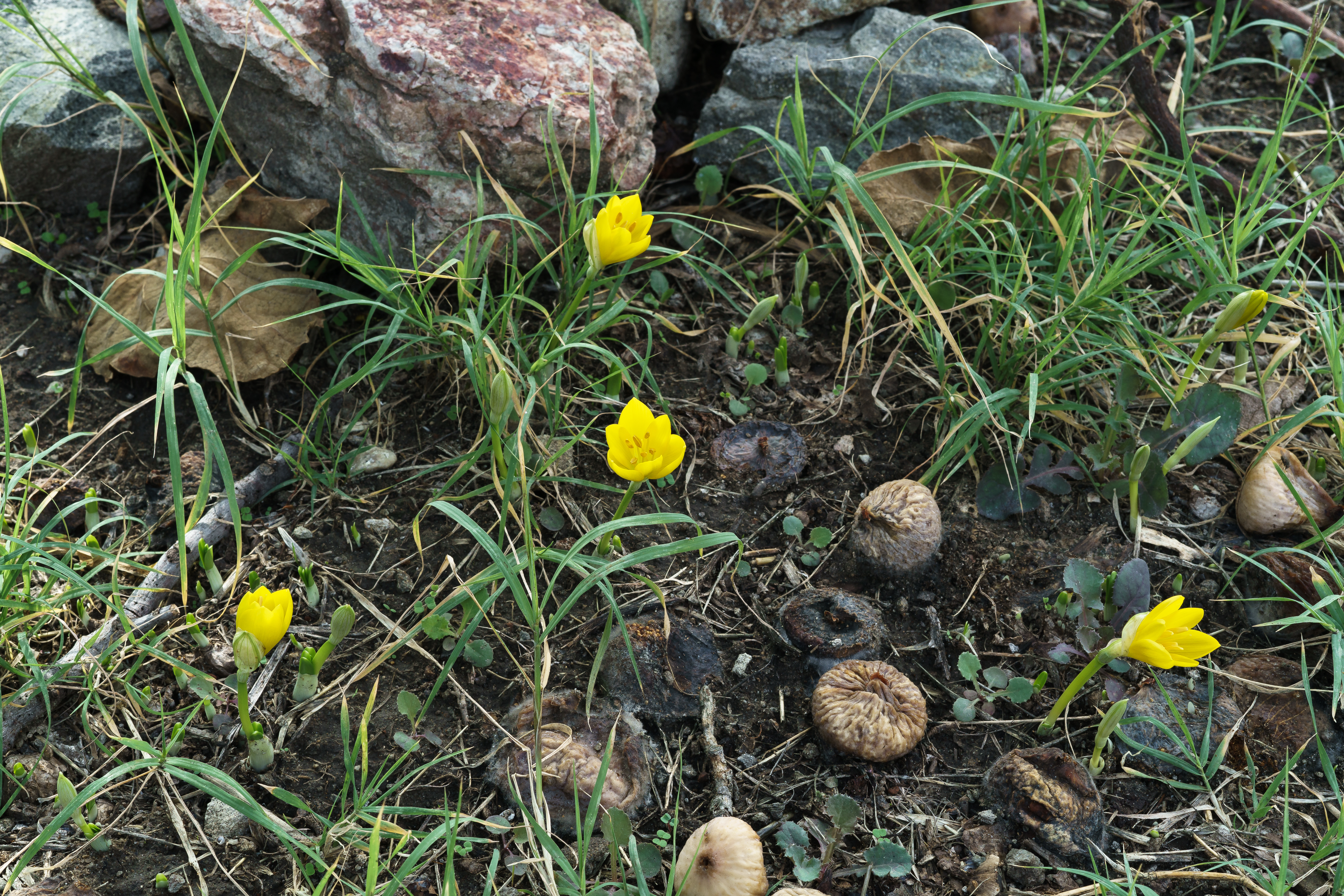
Sternbergia lutea in Grecia

È diffusa in tutti i paesi del bacino del Mediterraneo e dell'Asia occidentale. Il suo habitat primario è rappresentato dai prati aridi, pietraie e boschi. La sua presenza spontanea nelle regioni italiane centro-settentrionali è dovuta a modesta naturalizzazione: si trova generalmente in luoghi antropizzati su suoli ricchi di nitrati, vicino ad abitazioni rurali, diffondendosi da giardini o bordure. Vegeta a quote comprese tra 0 e 1.200 metri.

## Conservazione
È una specie protetta ed inserita nell'Appendice II del CITES.

## Galleria d'immagini

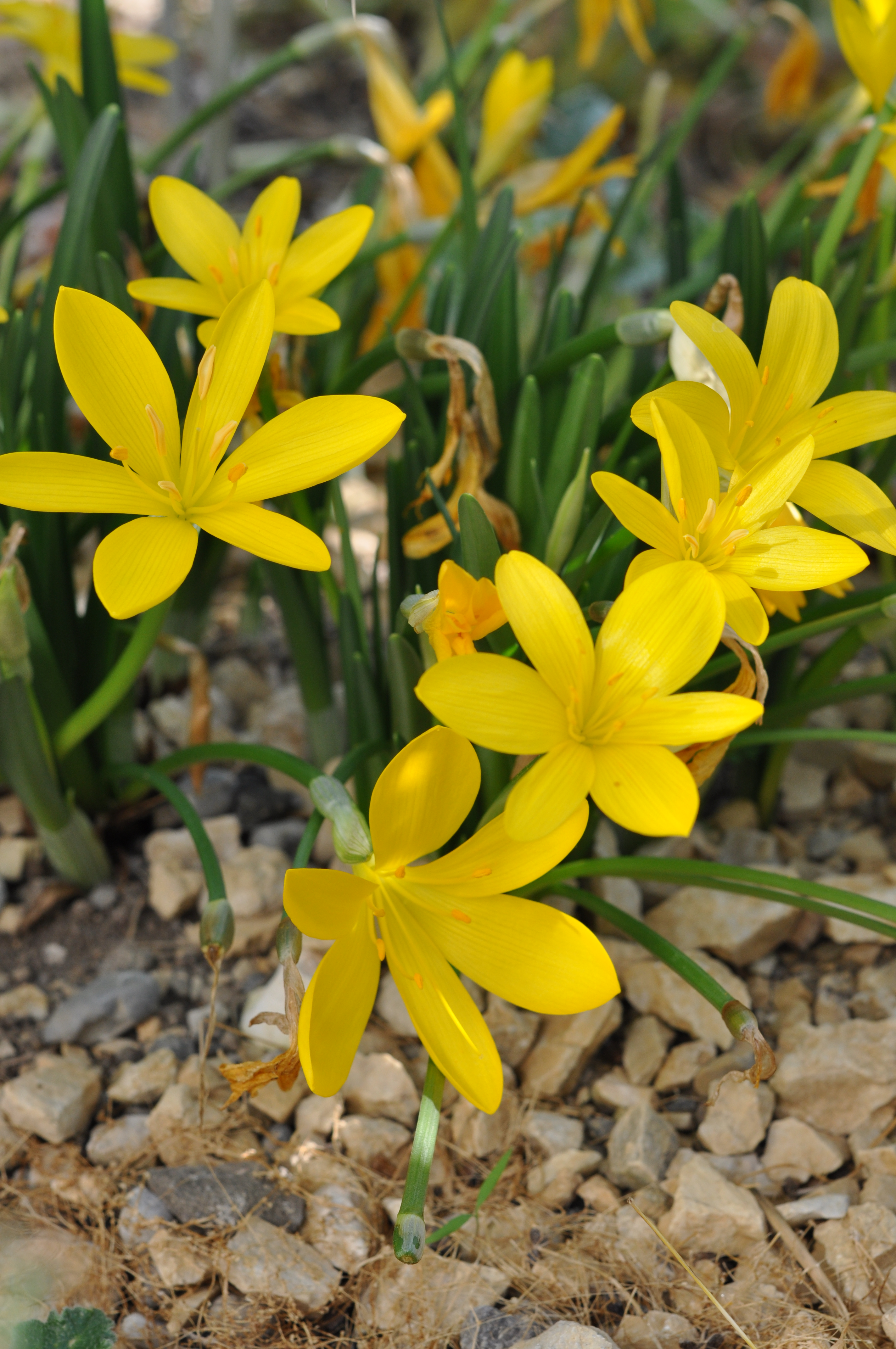
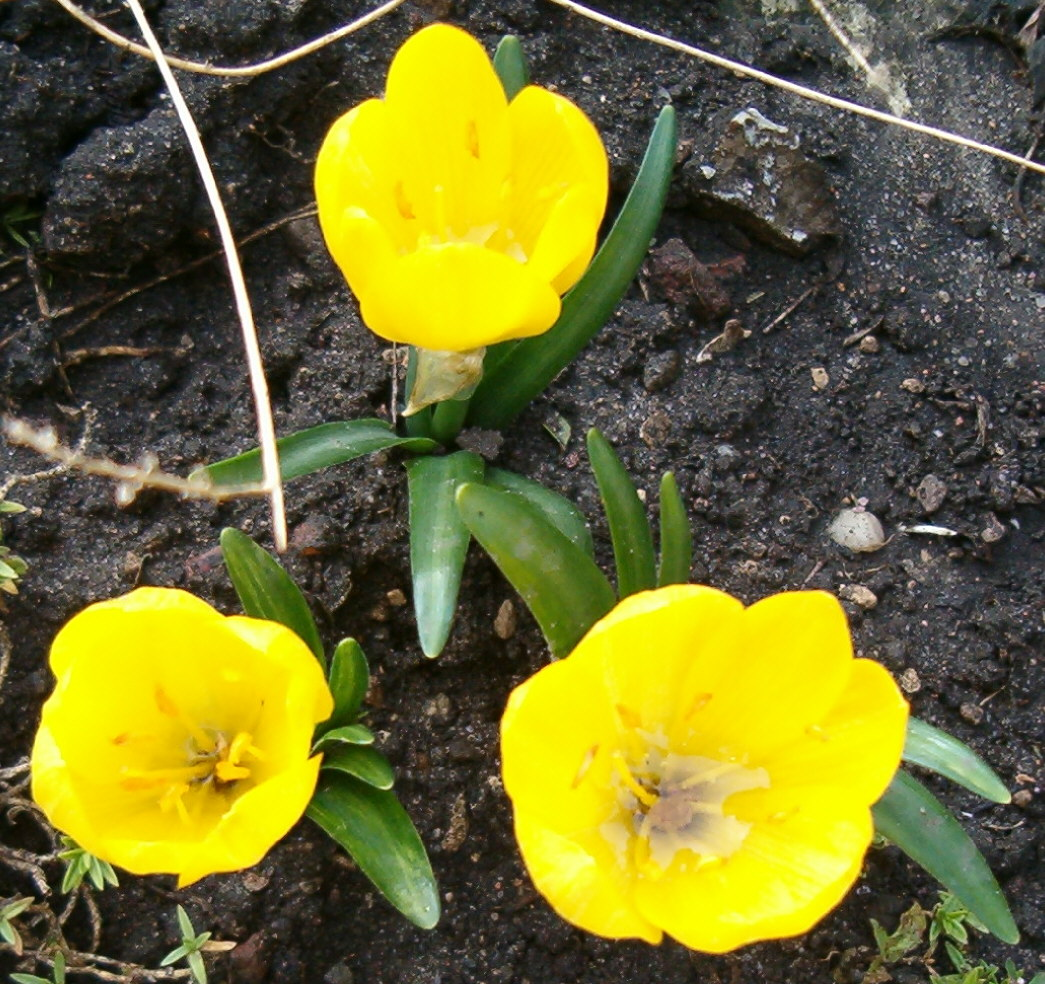
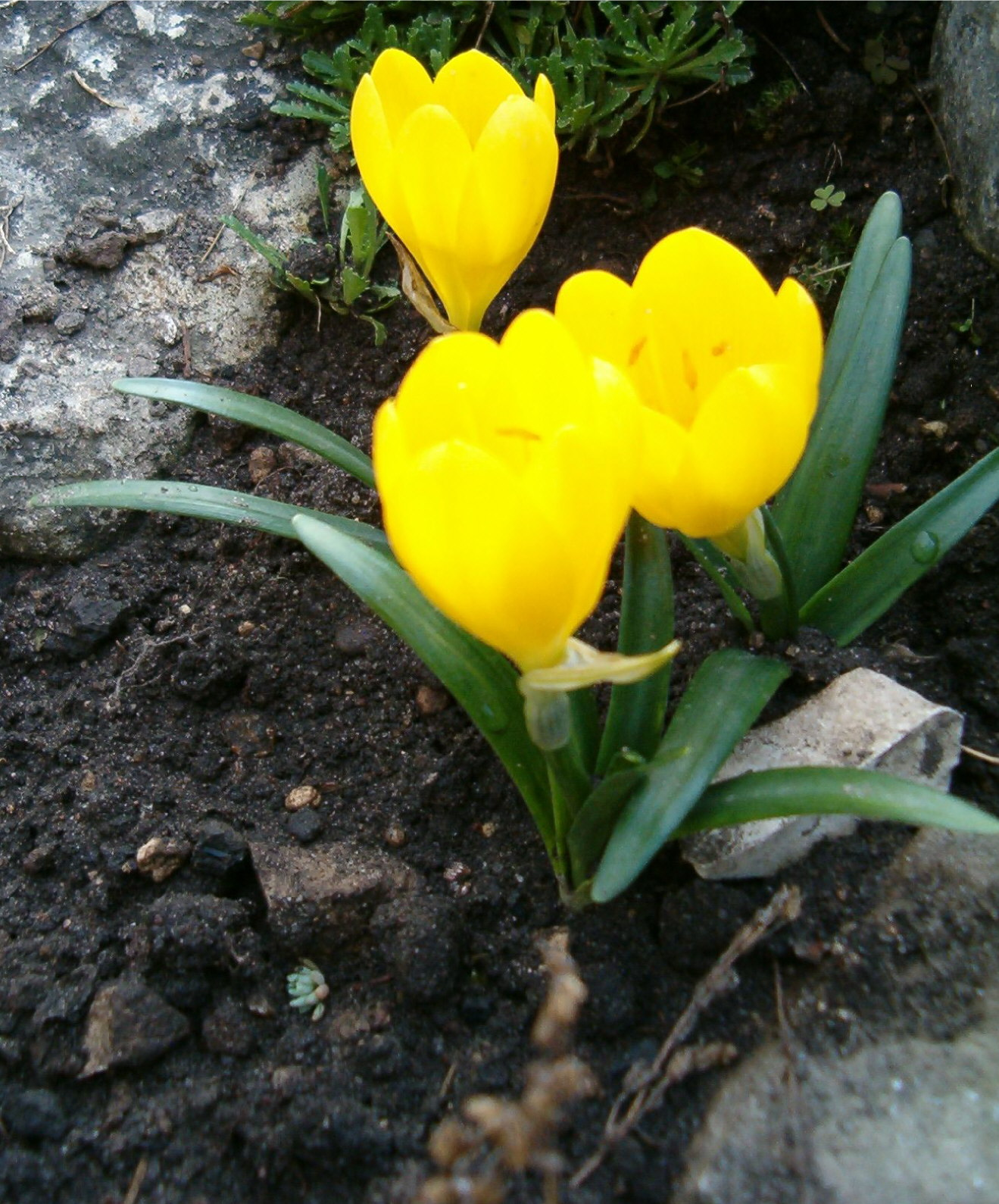
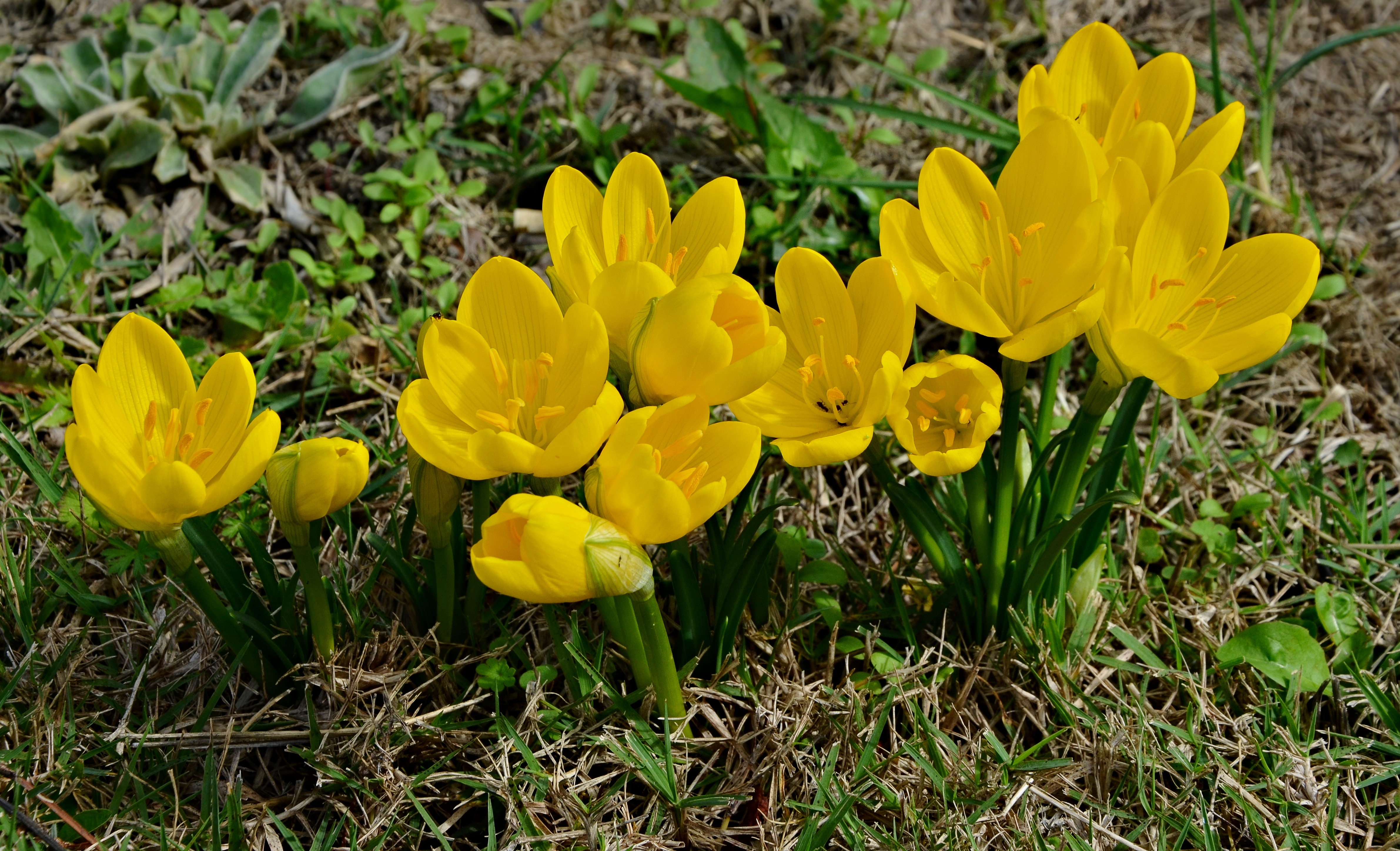
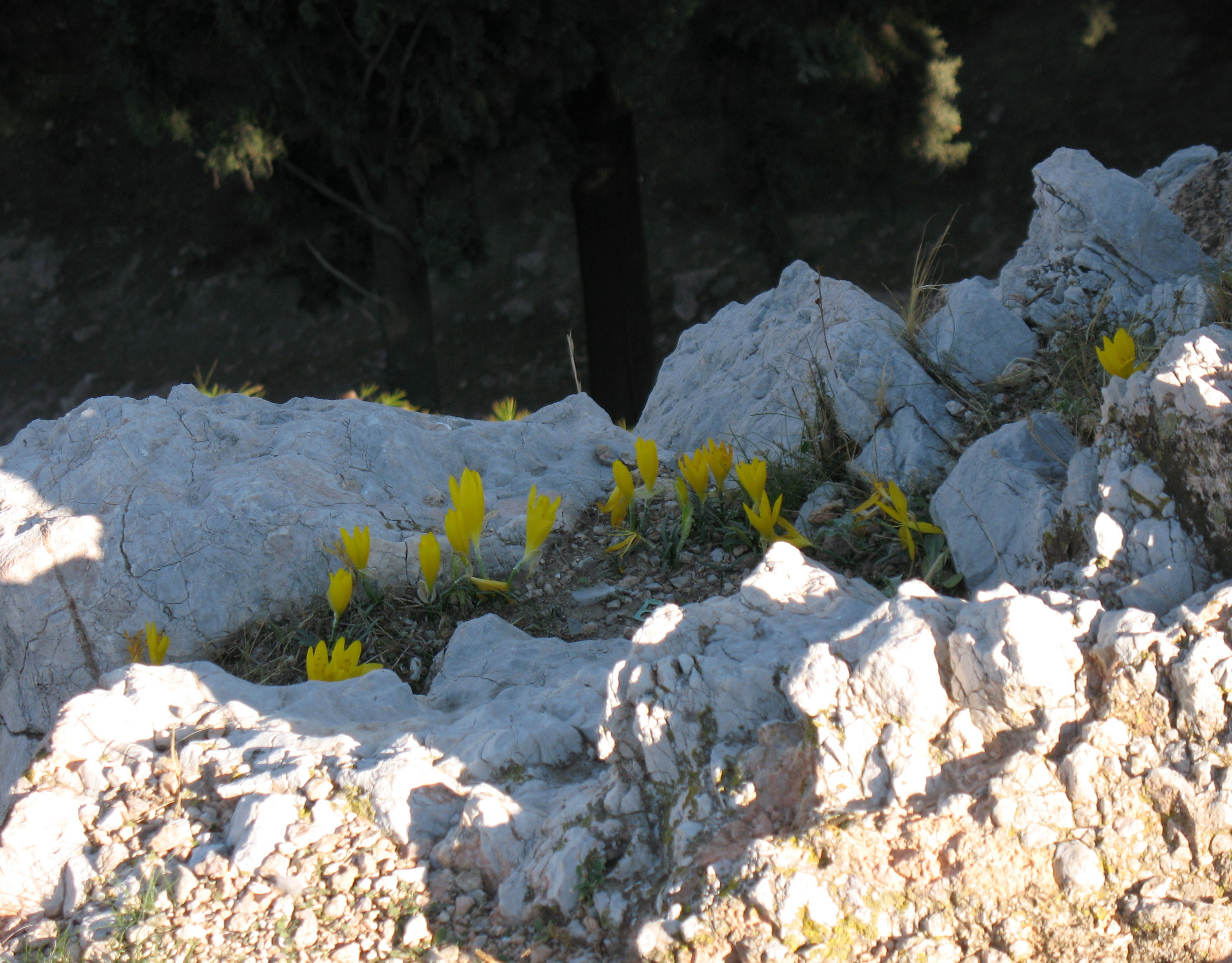
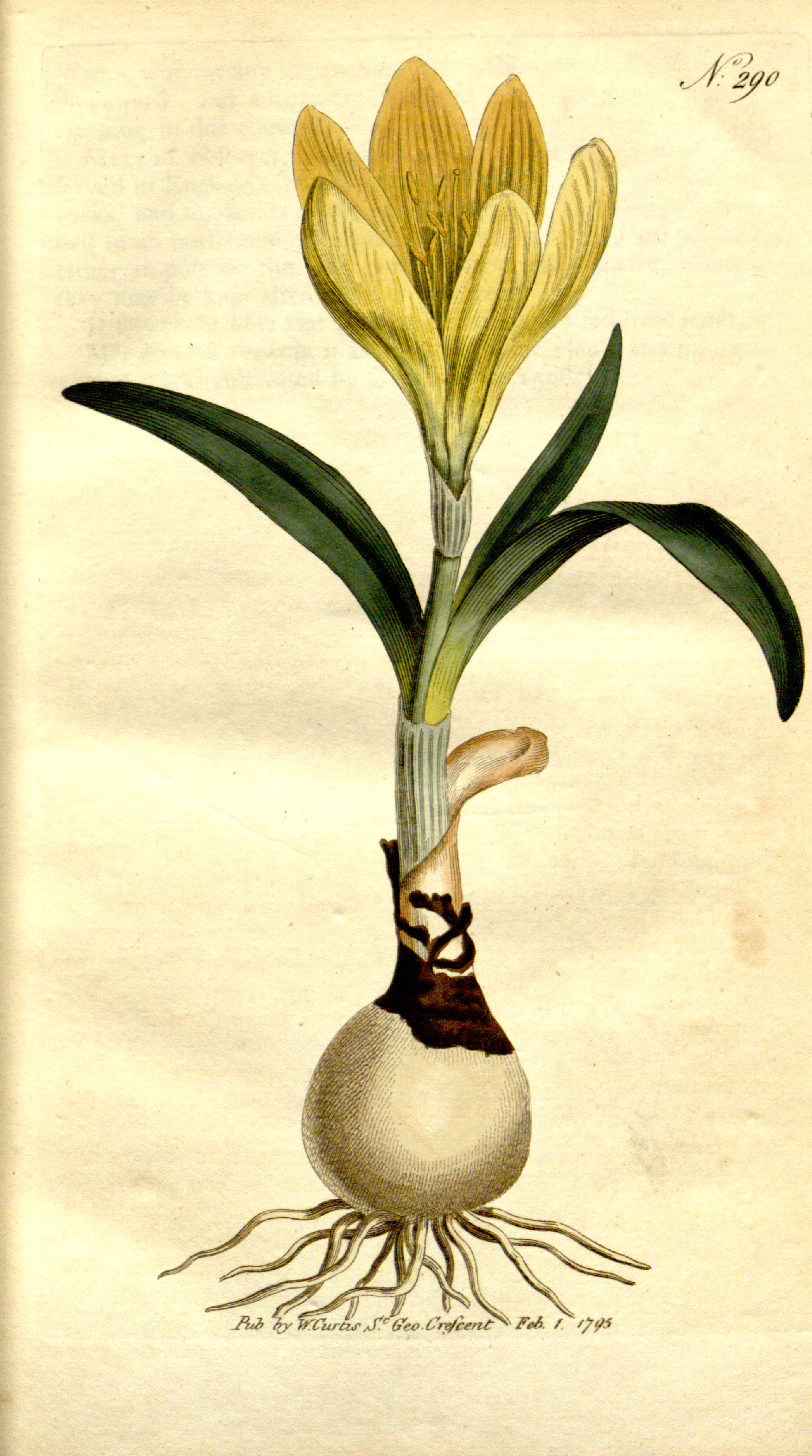
Tavola botanica